# 제44회 영국 아카데미 영화상
제44회 영국 아카데미 영화상은 1990년의 최고의 영화를 기리기 위해 1991년 3월 17일에 열린 시상식이다.

## 수상

### 작품상
- 좋은 친구들 - 어윈 윙클러 수상

### 데이빗 린 상
- 좋은 친구들 - 마틴 스코세이지 수상

### 남우주연상
- 시네마 천국 - 필립 느와레 수상

### 여우주연상
- 드라이빙 미스 데이지 - 제시카 탠디 수상

### 남우조연상
- 시네마 천국 - 살바토레 카스치오 수상

### 여우조연상
- 사랑과 영혼 - 우피 골드버그 수상

### 각본상
- 시네마 천국 - 쥬세페 토르나토레 수상

### 각색상
- 좋은 친구들 - 니콜라스 필레기 수상

### 편집상
- 좋은 친구들 - 셀마 슈메이커 수상

### 촬영상
- 마지막 사랑 - 비토리오 스토라로 수상

### 음향상
- 사랑의 행로 - J. Paul Huntsman 수상

### 의상상
- 좋은 친구들 - 리처드 브루노 수상

### 분장상
- 딕 트레이시 - John Caglione Jnr 수상

### 특수시각효과상
- 애들이 줄었어요 - Production Team 수상

### 프로덕션디자인상
- 딕 트레이시 - 리처드 실버트 수상

### 외국어영화상
- 시네마 천국 - Franco Cristaldi 수상

### 단편영화작품상
- Michele Camarda 수상

### 안소니 아스퀴스상
- 시네마 천국 - 엔니오 모리꼬네 수상

## 같이 보기
- 제63회 아카데미상
- 제16회 세자르상
- 제43회 미국 감독 조합상
- 제4회 유럽 영화상
- 제48회 골든 글로브상
- 제11회 골든 래즈베리상
- 제43회 미국 작가 조합상